# Jelena Isinbajeva
Jelena Gadzjijevna Isinbajeva (ryska: Еле́на Гаджи́евна Исинба́ева), född 3 juni 1982 i Volgograd, Ryska SSR, Sovjetunionen, är en rysk stavhoppare. Hon är alla tiders mest framgångsrika kvinnliga stavhoppare med sina 2 OS-guld, 3 VM-guld, EM-guld 2006 samt 30 världsrekord (inomhus eller totalt). I inomhus-VM har Isinbajeva vunnit ytterligare fyra VM-guld.
Efter 2013 års utomhus-VM i Moskva meddelade Isinbajeva att hon avslutar sin karriär på mästerskapsnivå.

## Biografi

### Bakgrund
Innan Isinbajeva började med stavhopp tränade hon gymnastik. Då hon växte snabbt (hon blev till slut 174 cm) ansågs hon dock vara för stor för att nå världstoppen. Så den 170 cm långa 15-åringen övergav gymnastiken efter tränarens fasta rekommendation/order.
Första gången Isinbajeva hoppade 4 meter var som 16-åring, den 15 juli 1998. Under de kommande fyra åren förbättrade hon sitt personbästa till 4,60. 2002 nådde hon personbästa även inomhus, med 4,55.
Isinbajevas internationella genombrott kom vid VM för juniorer i Chile 2000, där hon vann guld med höjden 4,20 m. EM 2002 var hennes första seniortävling, och där blev 18-åriga Isinbajeva silvermedaljör efter Svetlana Feofanova med höjden 4,55 m.

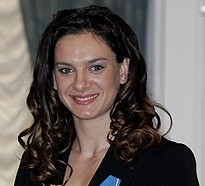
Jelena Isinbajeva, 2003.

### 2003–2004
Vid tävlingarna i Gateshead i juli 2003 slog hon Feofanovas världsrekord när hon hoppade 4,82 m. Detta gjorde henne till storfavorit vid VM 2003 i Paris, men väl där slutade hon först på tredje plats.
Under säsongen 2004 tog Isinbajevas karriär ny fart. Totalt slog hon under året världsrekordet sex gånger. Det högsta hoppet kom vid tävlingarna i Bryssel där hon hoppade 4,92 m. Hon vann även guld vid Olympiska sommarspelen 2004 i Aten med det nya olympiska rekordet 4,91 m.

### 2005–2007
Under 2005 fortsatte hennes dominans med världsrekord både inomhus och utomhus. Inomhus hoppade hon 4,90 m och vann även guld inomhus vid EM i Madrid. Utomhus blev hon i London 22 juli den första kvinna att hoppa över 5 meter. Bara en månad senare vann hon guld vid VM 2005 i Helsingfors. I finalen hoppade hon 5,01 m, vilket var nytt världsrekord.

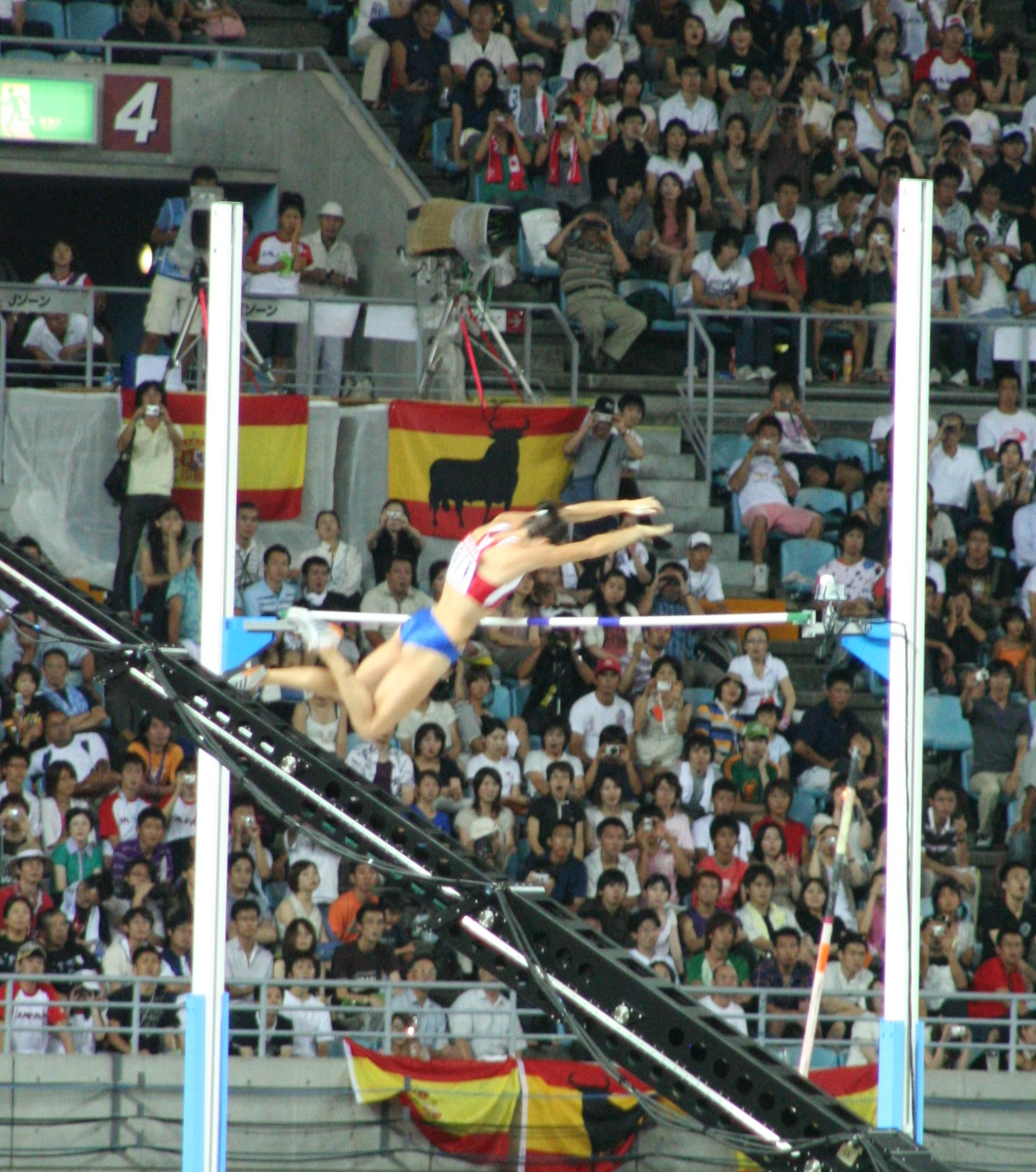
Jelena Isinbajevas hopp över 4,80 m i Osaka 2007.

Efter att fullständigt ha dominerat stavhoppet under flera år och med totalt 13 världsrekord utomhus blev 2006 och 2007 mellanår i karriären. Hon satsade dessa år på att ändra sin teknik. Visserligen förbättrade hon världsrekordet inomhus till 4,93 m, men utomhus blev det inga nya världsrekord under två års tid. Såväl 2006 som 2007 blev det som högst 4,91 m. Även om världsrekorden under dessa år kom inomhus lyckades hon både vinna EM-guld 2006 och försvara sitt VM-guld 2007.

### 2008–2009
Under inomhussäsongen 2008 förbättrade hon inomhusvärldsrekordet till 4,95 m och vann guld vid inomhusvärldsmästerskapet i Valencia. Hennes första tävling utomhus ägde rum vid Golden Gala i Rom där hon hoppade 5,03 m och satte nytt världsrekord. Vid en friidrottsgala i Monaco 29 juli förbättrade hon världsrekordet till 5,04 m. Detta år tog hon även olympiskt guld i Peking, där hon även förbättrade sitt världsrekord med höjden 5,05 m. Expertisen ansåg vid denna tid att inget tydde på att hennes dominans skulle komma att brytas inom de närmaste åren. Däremot spekulerade man om hur högt hon skulle kunna hoppa i framtiden.
Vid tävlingarna i Donetsk den 15 februari förbättrade hon sitt världsrekord inomhus genom att först hoppa 4,97 m och sedan som första kvinna inomhus hoppa 5,00 m. Under utomhussäsongen var hon inte lika överlägsen som tidigare. Hon vann de första fyra Golden Leaguetävlingarna under året men utan att slå världsrekord. Vid GP-tävlingar i London före VM förlorade hon en tävling mot polskan Anna Rogowska.
Väl i VM var hon en av de största favoriterna till guldet. Hon tog sig lätt till final och valde att börja hoppa på 4,75 m, en höjd som bara Rogowska hade klarat i tävlingen. Men då hon missade i första försöket stod hon över till 4,80 m men rev även sina två försök på denna höjd och slutade sist utan godkänt resultat, en bedrift som även Sergej Bubka lyckades med i Olympiska sommarspelen 1992.
Vid den första tävlingen efter VM, Golden League-tävlingen Weltklasse Zürich, hoppade hon 5,06 m och slog sitt eget världsrekord.
Hon avslutade friidrottsåret med att vinna IAAF World Athletics Final 2009 efter ett hopp på 4,80 m.

### 2010–2011
Jelena Isinbajeva avstod helt från tävlande under säsongen 2010.

### 2012–2013

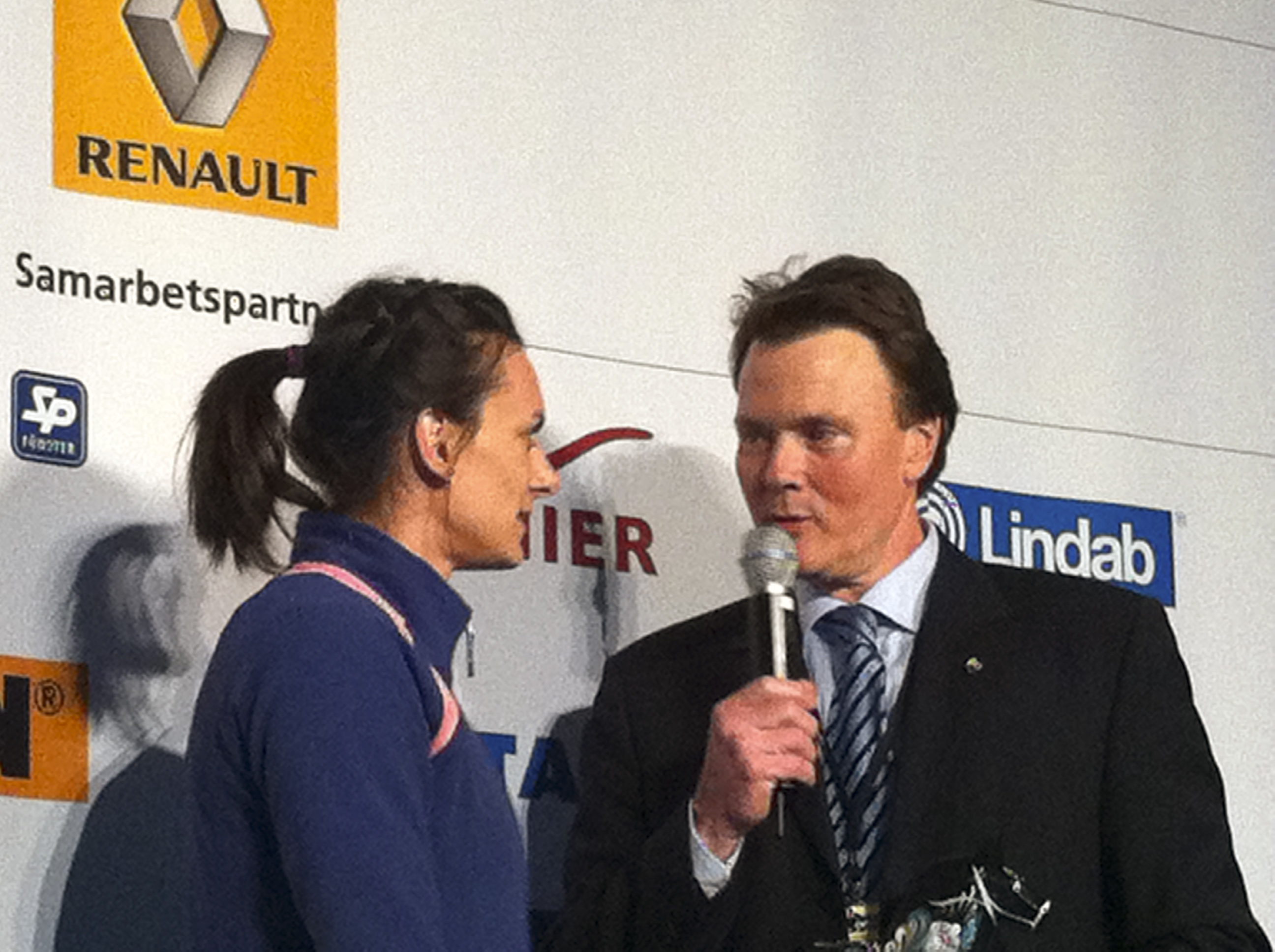
Intervju efter inomhusvärldsrekordet 5,01 m i Stockholm 2012.

Vid XL-galan den 23 februari 2012 i Globen i Stockholm satte Isinbajeva ett nytt världsrekord inomhus med 5,01 m.
Under VM på hemmaplan i Moskva tog Isinbajeva guld med ett hopp på 4,89 m. Inför tävlingarna hade hon också meddelat att VM i Moskva skulle komma att bli hennes sista tävlande (på mästerskapsnivå).
Under tävlingarna i Moskva valde Isinbajeva att uttala sitt stöd till den omdiskuterade ryska lagen om förbud mot homosexuell propaganda riktad till minderåriga. En dag senare meddelade hon dock att hon motsatte sig "all diskriminering av homosexuella på grund av deras sexualitet". Däremot stod hon fast vid sin respekt för den ryska lagstiftningen och ansåg att detta även skulle gälla gästande friidrottare från andra länder.

## Utmärkelser och betydelse
Jelena Isinbajeva dominerade det kvinnliga stavhoppet mellan 2004 och 2014, även om hon mot slutet av karriären blev alltmer ojämn och delvis hämmades av långa skadeuppehåll. Mellan september 2003 och september 2008 var hon dock obesegrad i internationella mästerskapstävlingar. Väl på arenan innebar hennes överlägsenhet att hon ofta bara behövde två eller tre hopp för att nå seger.
Isinbajevas framgångar i stavhoppet uppmärksammades långt utanför friidrottsarenorna. Åren 2005, 2006, 2008 och 2009 mottog Isinbajeva utmärkelsen som världens bästa kvinnliga idrottare.
Jelena Isinbajevas bakgrund som gymnast anses vara en bidragande faktor till hennes dominans. Det är å andra sidan ganska vanligt bland kvinnliga stavhoppare att de varit gymnaster som barn.
2015 står sig fortfarande Isinbajevas utomhusrekord på 5,06 från 2009. Inomhusrekordet på 5,01 (satt 2012) slogs dock mars 2013 av amerikanskan Jenn Suhr vid de amerikanska inomhusmästerskapen; Suhr nådde 5,02.

## Världsrekord
Nedan listas olika världsrekord som Isinbajeva slagit.
| 1. 4,45 m – Volgograd, Ryssland, 1 februari 2000 2. 4,47 m – Budapest, Ungern, 10 februari 2001 1. 4,82 m - Gateshead, England, 14 juli 2003 2. 4.83 m - Donetsk, 15 februari 2004 (inomhus) 3. 4.86 m - Budapest, 6 mars 2004 (inomhus) 4. 4,87 m - Gateshead, 27 juni 2004 5. 4,89 m - Birmingham, 25 juli 2004 6. 4,90 m - London, 30 juli 2004 7. 4,91 m - Aten, 24 augusti 2004 8. 4,92 m - Bryssel, 3 september 2004 9. 4,93 m - Lausanne, 5 juli 2005 10. 4,95 m - Madrid, 16 juli 2005 11. 4,96 m - London, 22 juli 2005 12. 5,00 m - London, 22 juli 2005 13. 5,01 m - Helsingfors (VM), 12 augusti 2005 14. 5,03 m - Rom, 11 juli 2008 15. 5,04 m - Monaco, 29 juli 2008 16. 5,05 m - Peking (OS), 18 augusti 2008 17. 5,06 m - Zürich, 28 augusti 2009 | 1. 4,83 m - Donetsk, Ukraina, 15 februari 2004 2. 4,85 m - Aten, 20 februari 2004 3. 4,86 m - Budapest, 6 mars 2004 4. 4,87 m - Donetsk, 12 februari 2005 5. 4,88 m - Birmingham, 18 februari 2005 6. 4,89 m - Lievin, Frankrike, 26 februari 2005 7. 4,90 m - Madrid, 6 mars 2005 8. 4,91 m - Donetsk, 12 februari 2006 9. 4,93 m - Donetsk, 10 februari 2007 10. 4,95 m - Donetsk, 16 februari 2008 11. 4,97 m - Donetsk, 15 februari 2009 12. 5,00 m - Donetsk, 15 februari 2009 13. 5,01 m - Stockholm, 23 februari 2012 (senare tappat) |

## Källhänvisningar
1. 1 2 3  "Yelena Isinbayeva". Arkiverad 4 juni 2009 hämtat från the Wayback Machine. sports-reference.com. Läst 13 mars 2015. (engelska)
2. 1 2 3 4   Jelena Isinbajeva i Nationalencyklopedins nätupplaga. Läst 13 mars 2015.
3. 1 2  Skarin, Anna (2009-12-21/2010-05-27): "Isinbajeva nära att knäckas av tränaren". expressen.se. Läst 13 mars 2015.
4. ↑  "Progression". iaaf.org. Läst 13 mars 2015. (engelska)
5. 1 2  Rosenbaum, Mike: "Women's Pole Vault Records". Arkiverad 2 april 2015 hämtat från the Wayback Machine. about.com. Läst 13 mars 2015.
6. ↑  TT (2009-08-28): "Isinbajeva putsade världsrekordet". dn.se. Läst 13 mars 2015.
7. ↑  TT (2012-02-23): "Världsrekord av Isinbajeva". dn.se. Läst 13 mars 2015.
8. ↑  TT (2013-07-24): "Isinbajeva slutar efter VM". aftonbladet.se. Läst 13 mars 2015.
9. ↑  SVT-TT (2013-08-16): "Isinbajeva backar om uttalande". svt.se. Läst 13 mars 2015.
10. ↑  "Honours". iaaf.org. Läst 13 mars 2015. (engelska)
11. 1 2  ”Isinbayeva – the World record stats| News | iaaf.org” (på engelska). www.iaaf.org. https://www.iaaf.org/news/news/isinbayeva-the-world-record-stats. Läst 26 juni 2019.
12. ↑  ”NEWS FLASH - Isinbayeva 5.03m World Record in the Pole Vault” (på engelska). www.iaaf.org. 11 juli 2008. https://www.iaaf.org/news/news/news-flash-isinbayeva-503m-world-record-in. Läst 26 juni 2019.
13. ↑  ”Isinbayeva 5.04m World record; another four season leads in Monaco - IAAF World Athletics Tour” (på engelska). www.iaaf.org. 29 juli 2008. https://www.iaaf.org/news/news/isinbayeva-504m-world-record-another-four-sea. Läst 26 juni 2019.
14. ↑  ”Isinbayeva Again! 5.05m World Pole Vault record in Beijing” (på engelska). www.iaaf.org. 18 augusti 2008. https://www.iaaf.org/news/news/isinbayeva-again-505m-world-pole-vault-record. Läst 26 juni 2019.
15. ↑  ”Isinbayeva’s ‘comeback’ World record upstages Bolt in Zürich” (på engelska). www.iaaf.org. 28 augusti 2009. https://www.iaaf.org/news/report/isinbayevas-comeback-world-record-upstages-bo. Läst 26 juni 2019.